# Pályi Margit
Pályi Margit (Budapest, 1908. október 21. – Budapest ?, 1955/1996) magyar olimpikon tornász.

## Családja
Pályi Sándor és Kopál Erzsébet lánya. 1935. június 26-án Budapesten, a XI. kerületben hozzáment Bordács Miklóshoz, Bordács Miklós és Cserefalvi Farkas Kornélia fiához.

## Pályafutása
A Testnevelési Főiskola SE (TFSE) sportolajaként indult versenyein.

### Olimpiai játékok
Ezen az olimpián szerepelt először a női torna. Az 1928. évi nyári olimpiai játékokon torna, összetett csapat sportágban, csapattársaival (Hámos Mária, Hennyey Aranka, Herpich Rudolfné, Kael Anna, Kövessy Margit, Pályi Margit, Rudas Irén, Szeiler Aranka, Szöllősi Ilona, Tóth Judit) a 4. helyen végzett.
Női tornászcsapatunk az első nap után vezetett, a másodikon azonban a pontozók tevékenységének eredményeként a negyedik helyre esett vissza. A Magyarországi Tornaegyletek Szövetsége (MOTESZ) igazgató tanácsa 1932 novemberében a tornászcsapat tagjainak a pontozás miatti sérelem elégtételeként a MOTESZ nagy bronzérmét adományozta, zománcozott öt karikával, „Emlékül és elégtételül – 1928” bevésett felirattal.